# Гуреевское сельское поселение
Гуреевское сельское поселение — муниципальное образование в Дубовском районе Ростовской области.
Административный центр поселения — хутор Гуреев.

## Состав сельского поселения
| № | Населённый пункт | Тип населённого пункта        | Население |
| - | ---------------- | ----------------------------- | --------- |
| 1 | Гуреев           | хутор, административный центр | ↘844      |
| 2 | Калинин          | хутор                         | ↘20       |
| 3 | Лопатин          | хутор                         | ↗78       |
| 4 | Советский        | хутор                         | ↘107      |

## Население
| 2010  | 2012  | 2013  | 2014  | 2015  | 2016  | 2017  |
| ----- | ----- | ----- | ----- | ----- | ----- | ----- |
| 1049  | ↘1042 | ↗1050 | ↘1034 | ↘1007 | ↘1006 | ↘1001 |
| 2018  | 2019  | 2020  | 2021  |       |       |       |
| ↗1003 | ↘1002 | ↘990  | ↘982  |       |       |       |